# 松井大 (アナウンサー)
松井 大（まつい だい）は、NHKのアナウンサー。

## 来歴
岐阜県関ケ原町出身。一橋大学社会学部を卒業後、2017年にNHKに入局。　

## 嗜好・挿話
- モットーは、「卑怯なことをして得をするよりも、バカ正直に損をする方がいい」[1]。
- 第100回全国高等学校野球選手権大会の放送に、ふるさとリポーターとして登場。放送席から呼びかけられた際、先ず伝えるべき主体である出場校のチームや応援団の紹介より前に、自分自身のフルネームを名乗ってからリポートを始めた。

## 現在の担当番組
- 広島県・中国地方のニュース
- 各種スポーツ中継（プロ野球、大相撲など）
- お好みワイドひろしま - 「お好みスポーツ」キャスター（隔週担当）
- おはようちゅうごく（2023年10月10日 - ） - キャスター（隔週担当）[注釈 1]
- ひろしま コイらじ - 日替りアナウンサー（不定期）

## 過去の担当番組
宮崎放送局時代（2017年度 - 2019年度）
- 宮崎県のニュース
- NHKニュース イブニング宮崎（キャスター代行など）
- 高校野球実況
- 第100回全国高等学校野球選手権大会（阪神甲子園球場） ふるさとリポーター

秋田放送局時代（2020年度 - 2023年7月）
- 秋田県のニュース
- ニュースこまち（不定期・大谷昌弘のキャスター代行など）
- 大相撲秋場所（NHK-BS）実況（2020年9月）
- NHKニュースおはよう日本（スポーツキャスター：2022年2月5日、2022年2月6日）[4]

広島放送局時代（2023年8月 - ）
- お好みワイドひろしま
  - 岡崎太希の代理キャスター（2023年8月16日）
- おはようひろしま（2023年10月10日 - 2024年3月1日） - キャスター（志賀隼哉、安藤結衣、鳥山圭輔と週替わりで担当）
- コネクト
  - 「これからどうなる? わが家の電気」（2024年2月9日） - ナレーション
- NHK広島なび（2024年3月）

## 同期のNHKアナウンサー
- 片平和宏
- 後藤佑太郎
- 是永千恵
- 瀬戸光
- 鳥山圭輔
- 中原真吾
- 堀菜保子（退職→みずほリサーチ&テクノロジーズ→東京大学大学院教育学研究科）
- 増村聡太
- 森田茉里恵
- 矢崎智之
- 山内泉